# Carl Fredrik Hjelm

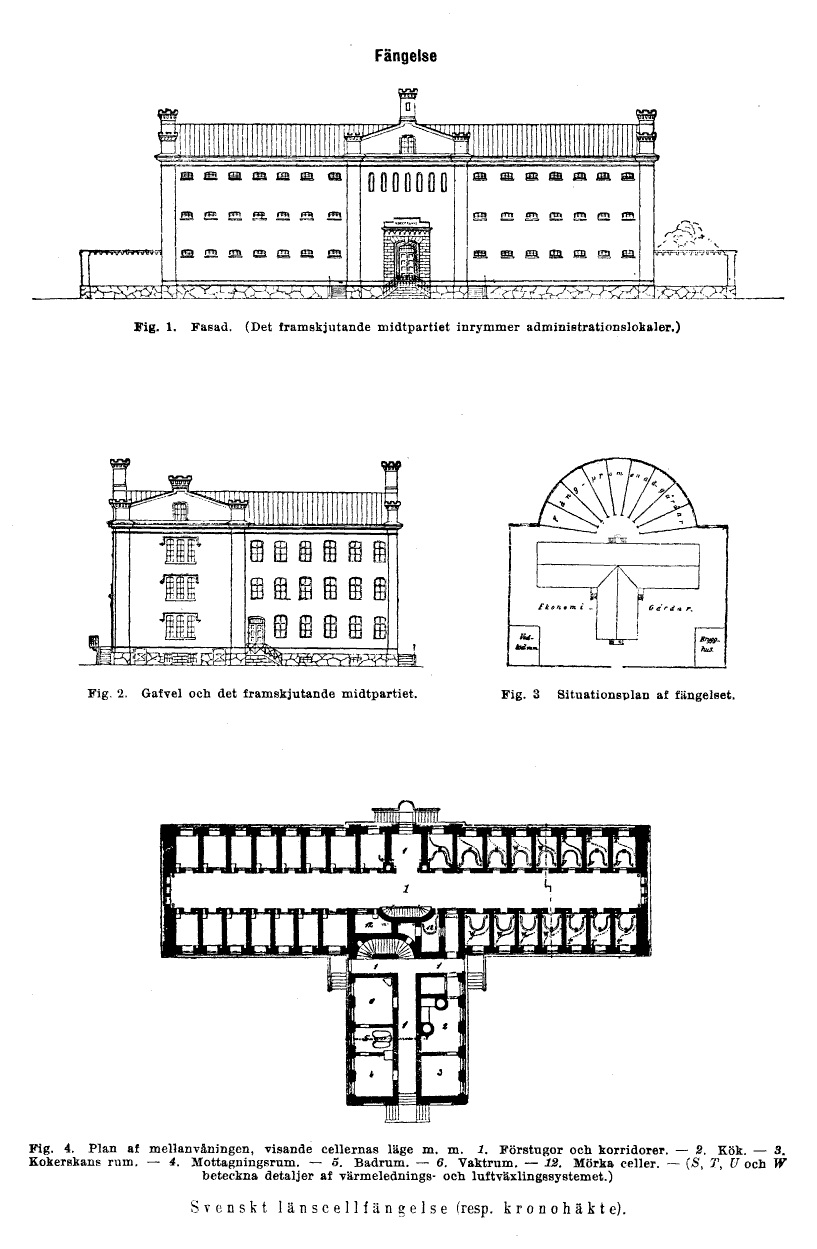
Hjelms typritning till Länscellfängelse.T-plan.

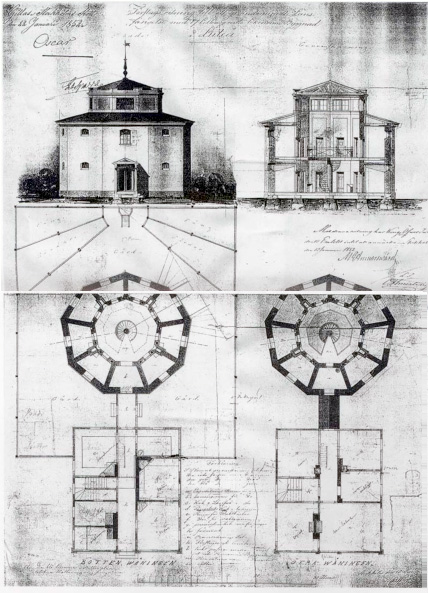
Johan Fredrik Åboms ritning till Länsfängelset i Luleå efter Hjelms och Åboms gemensamma typritning till rannsakningshäkten.

Carl Fredrik Hjelm, född mars 1793, död 18 juli 1858 i Jakob och Johannes församling, Stockholms stad, var en svensk fortifikationsofficer och arkitekt, samt intendent vid styrelsen över landets fängelser och arbetsinrättningar.

## Biografi
Hjelm deltog i fälttåget mot Norge 1814 och på 1820-talet var han arbetschef vid uppförandet av Karlsborgs fästning. 1830-40 var han fortifikationsbefälhavare i Kristianstad. Från 1849 hade han överstes rang vid ingeniörcorpsen.
Genom 1841 års riksdagsbeslut beträffande om- och tillbyggnader av fängelser, som en del av humaniseringen av fångvården, framkom krav på cellsystem enligt det så kallade Philadelphiasystemet, som innebar att cellerna anordnades längs ytterväggarna med en stor korridor-galleria över flera våningar kring ett öppet mittschakt. 1841 utnämndes  Hjelm till intendent och chef för byggnadskontoret i Styrelsen över landets fängelser och arbetsinrättningar (1859 omvandlat till ett ämbetsverk med namnet Kungl. Fångvårdsstyrelsen). Han fick samma år order att upprätta förslag för de nya fängelsebyggnaderna samt leda uppförandet av dem. I samband med detta företog han en studieresa till England, Frankrike och Belgien. 1843 utnämndes Johan Fredrik Åbom vid Överintendentsämbetet till hans biträde i arbetet med ritningarna, och de typritningar som nu upprättades, gjordes av Hjelm och Åbom i samarbete. Två huvudtyper utformades, en större med T-formad plan och med administrationsdelen i en vinkelställd länga. Denna typ innehöll 66 till 102 celler. Den andra huvudtypen en rektanguljär grundplan med administrationsdelen i linje med celldelen. Byggnaden uppfördes i två eller tre våningar och innehöll upp till 54 celler.
Med början i Falun 1842 uppfördes nu i raskt gulputsade länscellfängelser i i de svenska residensstäderna enligt typritningarna med vissa individuella arkitektoniska drag. Hjelm efterträddes 1855 av Theodor Anckarsvärd. 

## Verk i urval
- Länscellfängelset i Falun
- Länscellfängelset i Gävle
- Länscellfängelset i Göteborg
- Länscellfängelset i Härnösand
- Länscellfängelset i Kalmar
- Länscellfängelset i Karlskrona
- Länscellfängelset i Karlstad
- Länscellfängelset i Kristianstad
- Länscellfängelset i Linköping
- Länscellfängelset i Luleå
- Länscellfängelset i Mariestad
- Stockholm: Kronohäktet på Långholmen
- Stockholm: Länscellfängelset på Norrmalm
- Länscellfängelset i Vänersborg
- Länscellfängelset i Västerås
- Länscellfängelset i Växjö

## Galleri

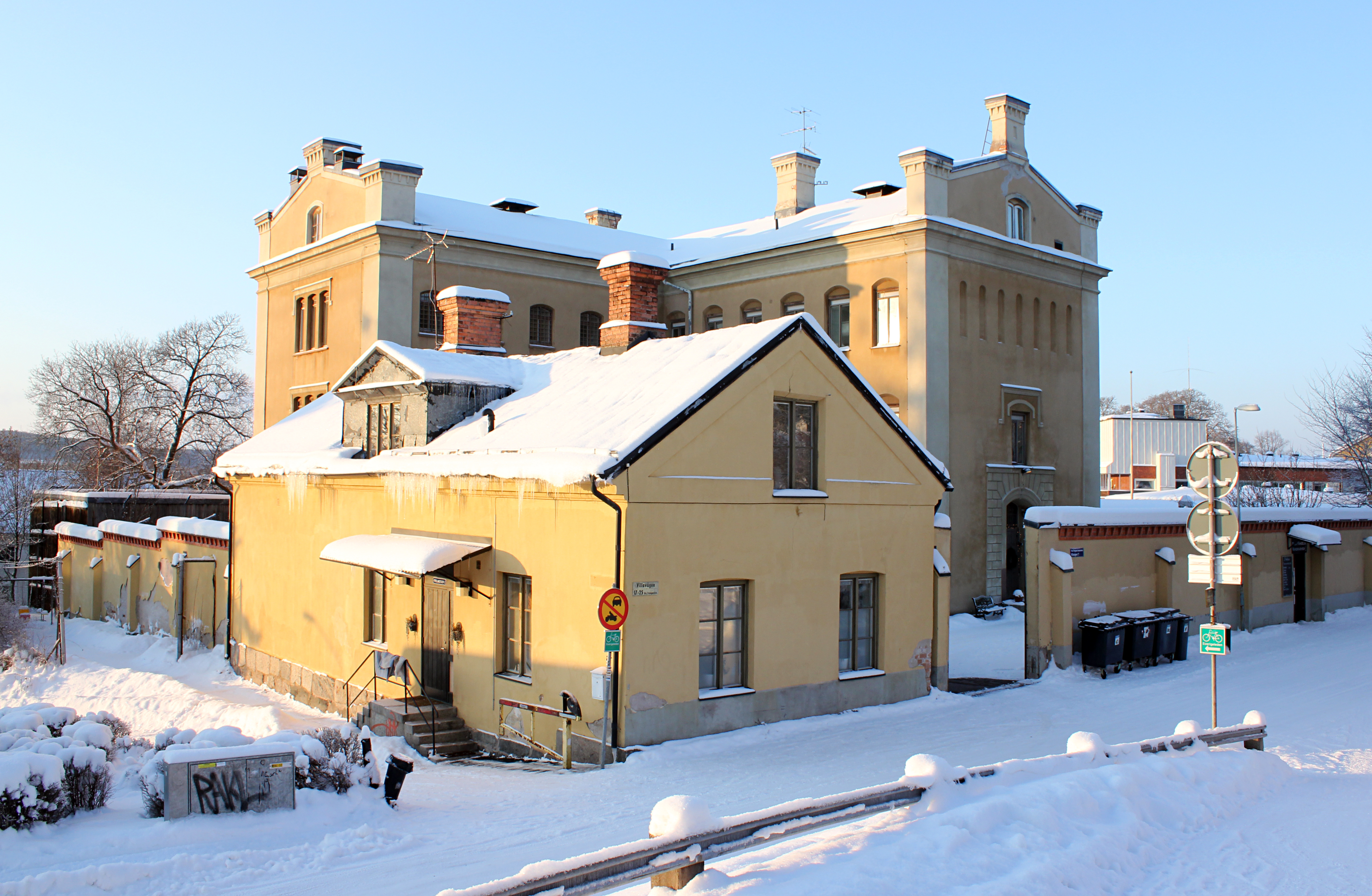
Länscellfängelset i Falun
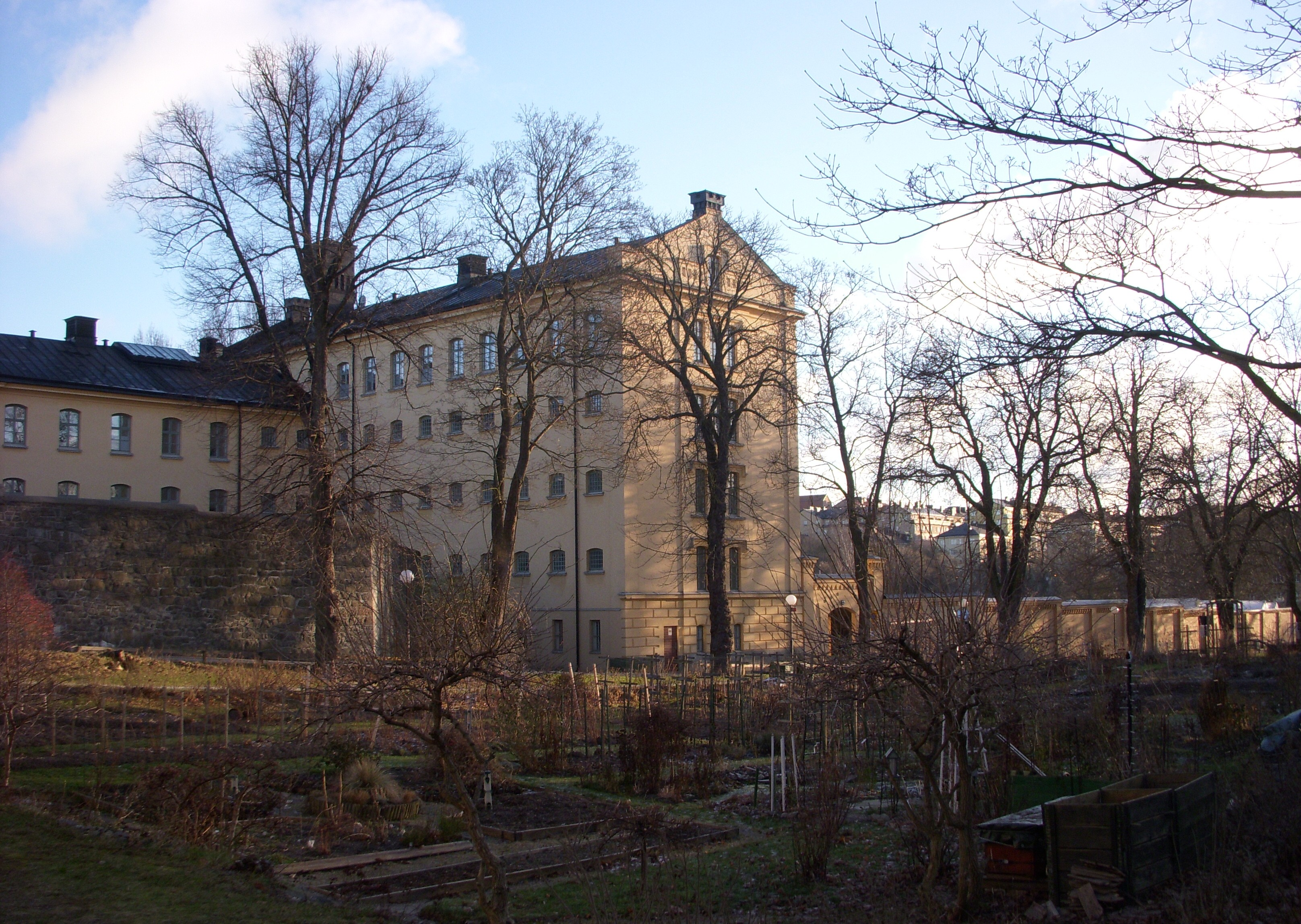
Kronohäktet på Långholmen
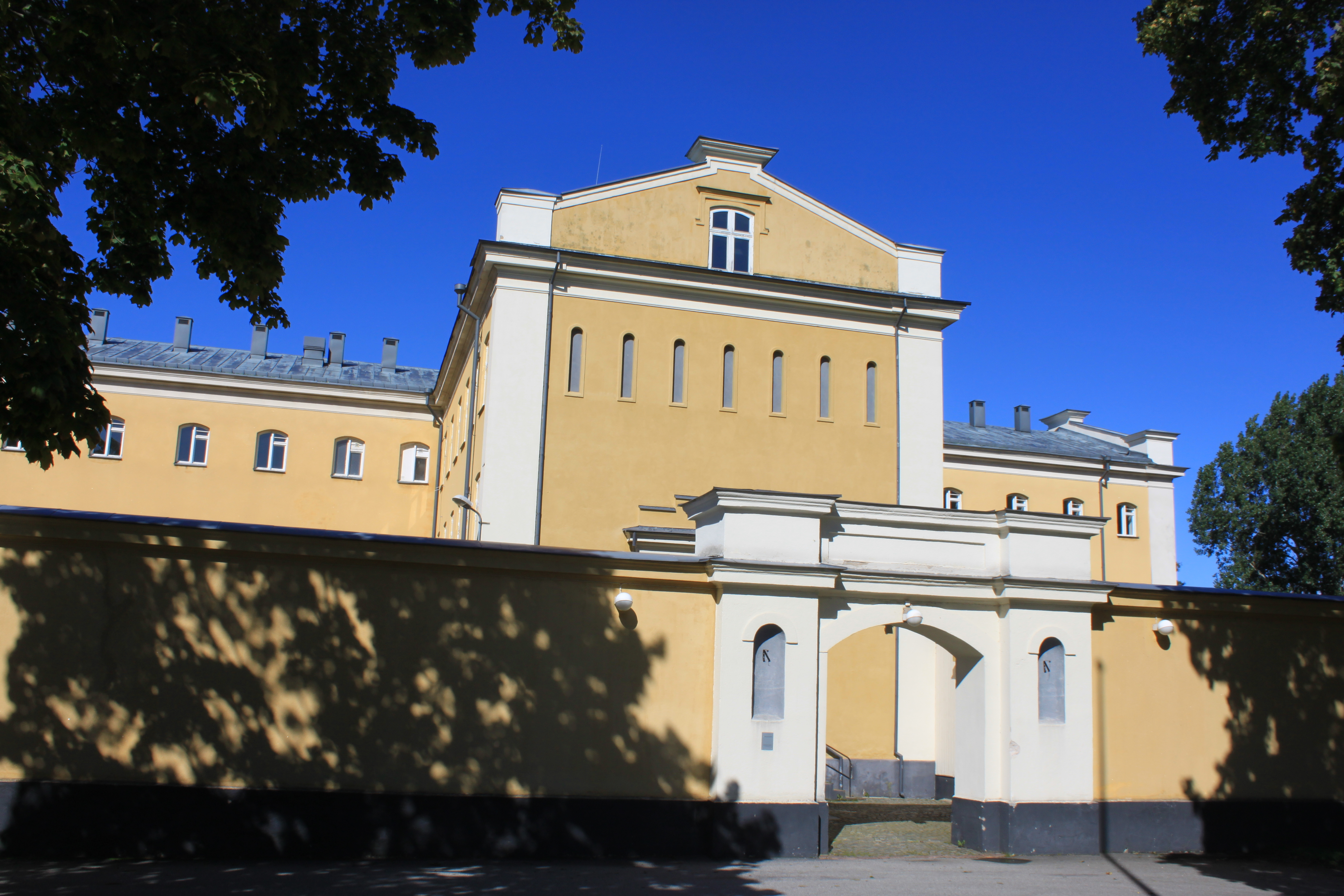
Länscellfängelset i Mariestad
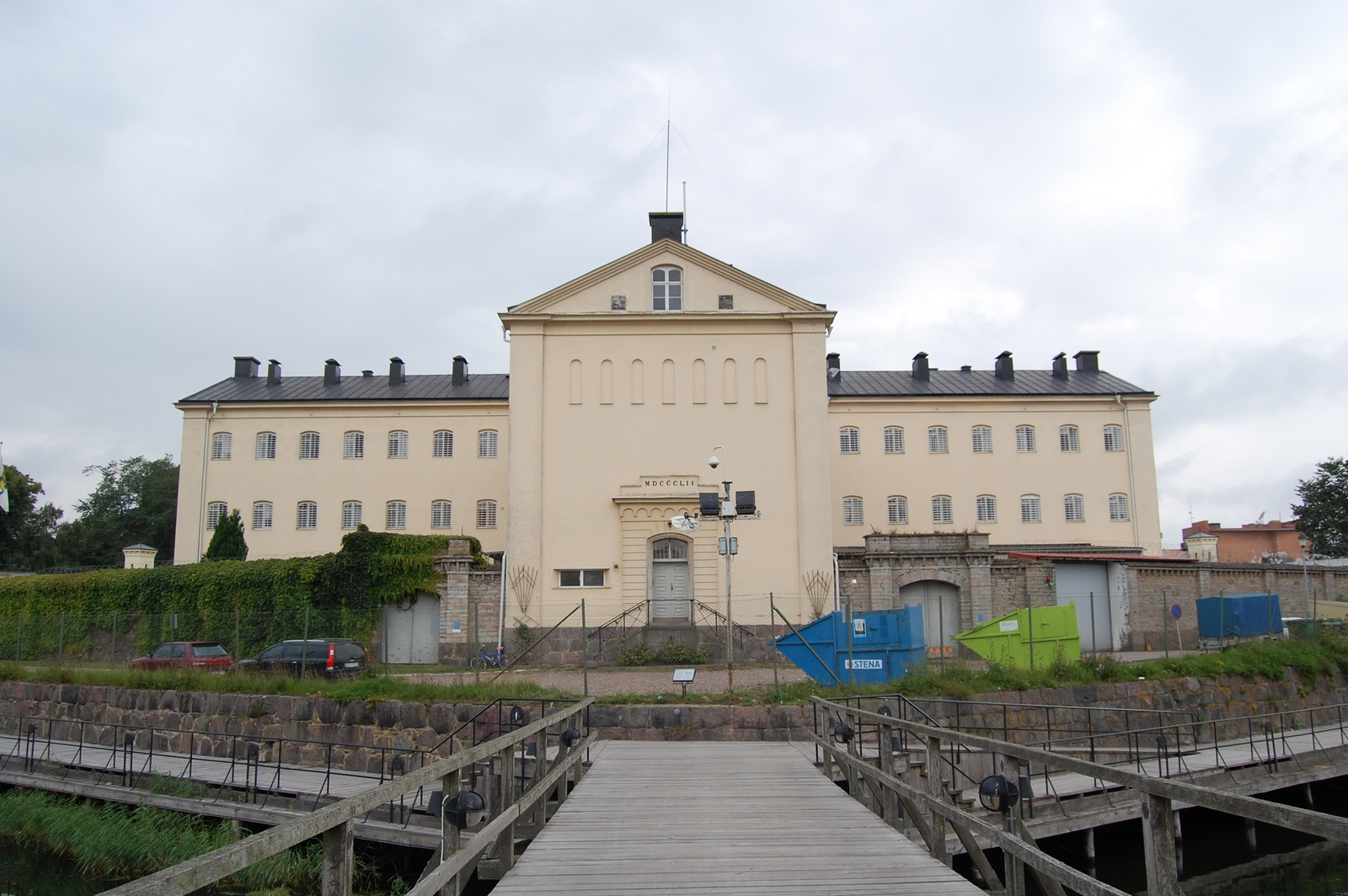
Länscellfängelset i Kalmar
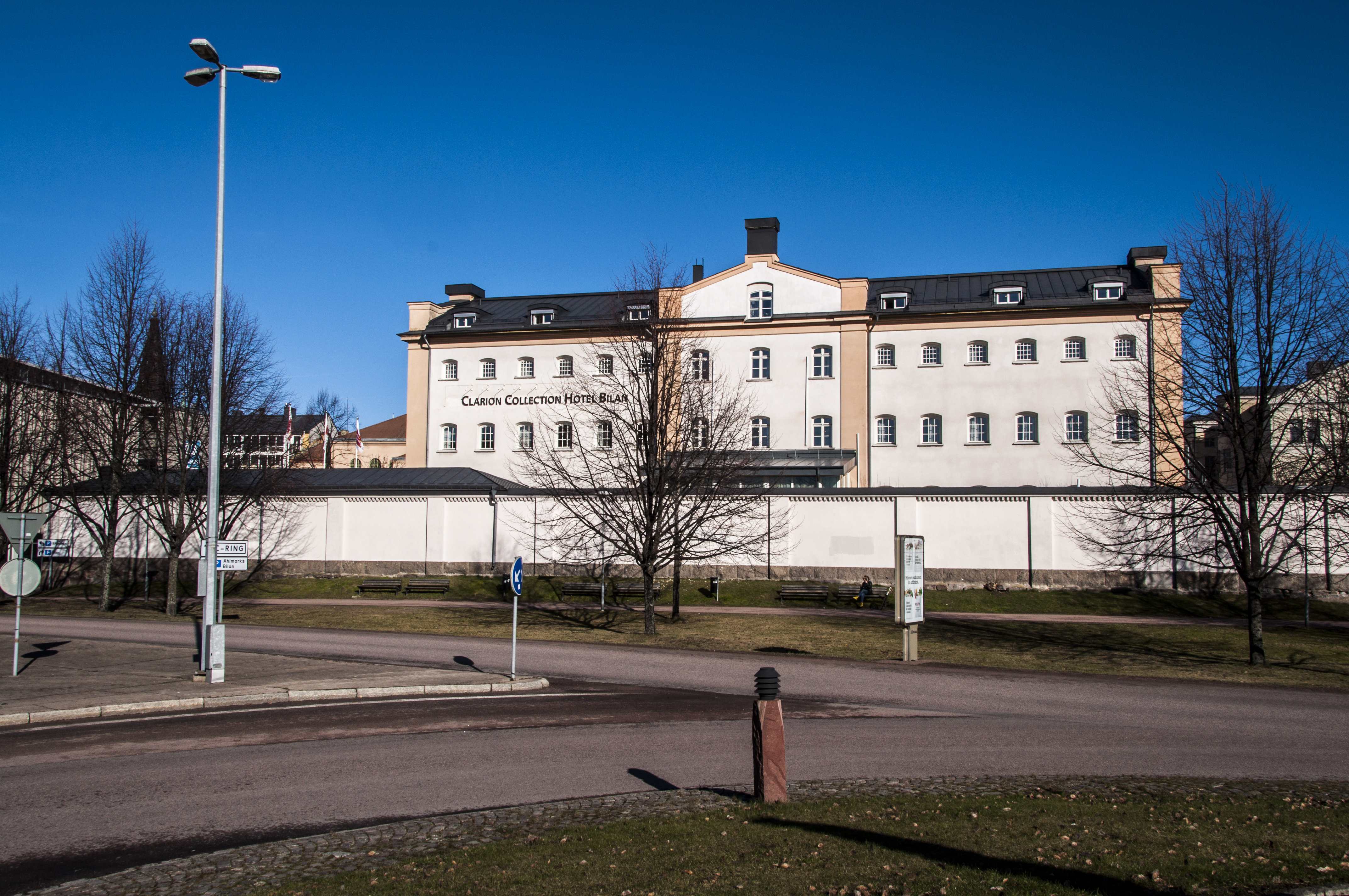
Länscellfängelset i Karlstad